# Crotalaria epunctata
Crotalaria epunctata är en ärtväxtart som beskrevs av Nicol Alexander Dalzell. Crotalaria epunctata ingår i släktet sunnhampor, och familjen ärtväxter. Inga underarter finns listade i Catalogue of Life.